# José Luis Picardo Castellón
José Luis Picardo Castellón (Jerez de la Frontera, 1919 - Madrid, 27 de julio de 2010) fue un arquitecto y académico español.
Autor de obras tan destacables como la sede de la Fundación Juan March en Madrid, la Escuela de Arte Ecuestre de Jerez, o numerosos Paradores Nacionales, ingresó como Académico de Número de la Real Academia de Bellas Artes de San Fernando a los 79 años, el 22 de febrero de 1998. En 2001 recibió el Premio Antonio Camuñas de Arquitectura.

## Biografía

### Años formativos
Estudió en la Escuela Técnica Superior de Arquitectura de Madrid, donde destacó por su facilidad para el dibujo y su interés por la arquitectura histórica. Ello le llevó a colaborar en importantes trabajos del entorno de Chueca Goitia, siendo uno de los 24 firmantes del Manifiesto de Granada. Los libros y publicaciones de Arquitectura Popular Española de Leopoldo Torres Balbás incluyen muchos de sus dibujos como ilustración de edificios y detalles arquitectónicos.

### Paradores Nacionales
Tras una serie de trabajos menores para el Ministerio de Información y Turismo, en 1965 construye una de sus obras fundamentales, el Parador Nacional de Turismo de Jaén en el Castillo de Santa Catalina. Considerado como uno de los más bellos castillos habitados del mundo, se trata de un híbrido entre restauración de fortaleza medieval y construcción hotelera de nueva planta, planteamiento que se repetiría insistentemente en otras obras del Ministerio, muchas de ellas dirigidas por el propio Picardo, como el Parador de Alcañiz (1968) o el de Sigüenza (1976).
Otras tipologías históricas como los edificios en claustro fueron más sencillas de adaptar al uso hotelero que las fortalezas. Ejemplo de ello es el Parador Zurbarán de Guadalupe, cuyo edificio principal, el Colegio de Infantes o de Gramática, fue transformado inicialmente en 1965 sin añadir más que una crujía adosada a la cara exterior del claustro en su lado sur para abrir el restaurante y las terrazas de habitaciones en primera planta a un jardín historicista de nueva creación. El adyacente Hospital de San Juan Bautista se acondicionó como aparcamiento y zonas de servicio. Sin embargo, el propio Picardo añadiría en 1985 un cuerpo de nueva planta con habitaciones de tipología hotelera pura. Este modelo se repetiría en otros trabajos de Picardo, como el Parador de Caceres (1971), adaptación de dos palacios señoriales adyacentes: el de los Marqueses de Torreorgaz y la llamada Casa de Ovando, Mogollón, Pereo y Paredes.
En trabajos posteriores, Picardo construye cuerpos de nueva planta que quieren replicar elementos desaparecidos de un conjunto histórico, adaptándolos en su estructura para las necesidades nuevo uso. Es el caso del Parador de Carmona, con nueva construcción en estilo Hispano-andalusí.

### Arquitectura contemporánea

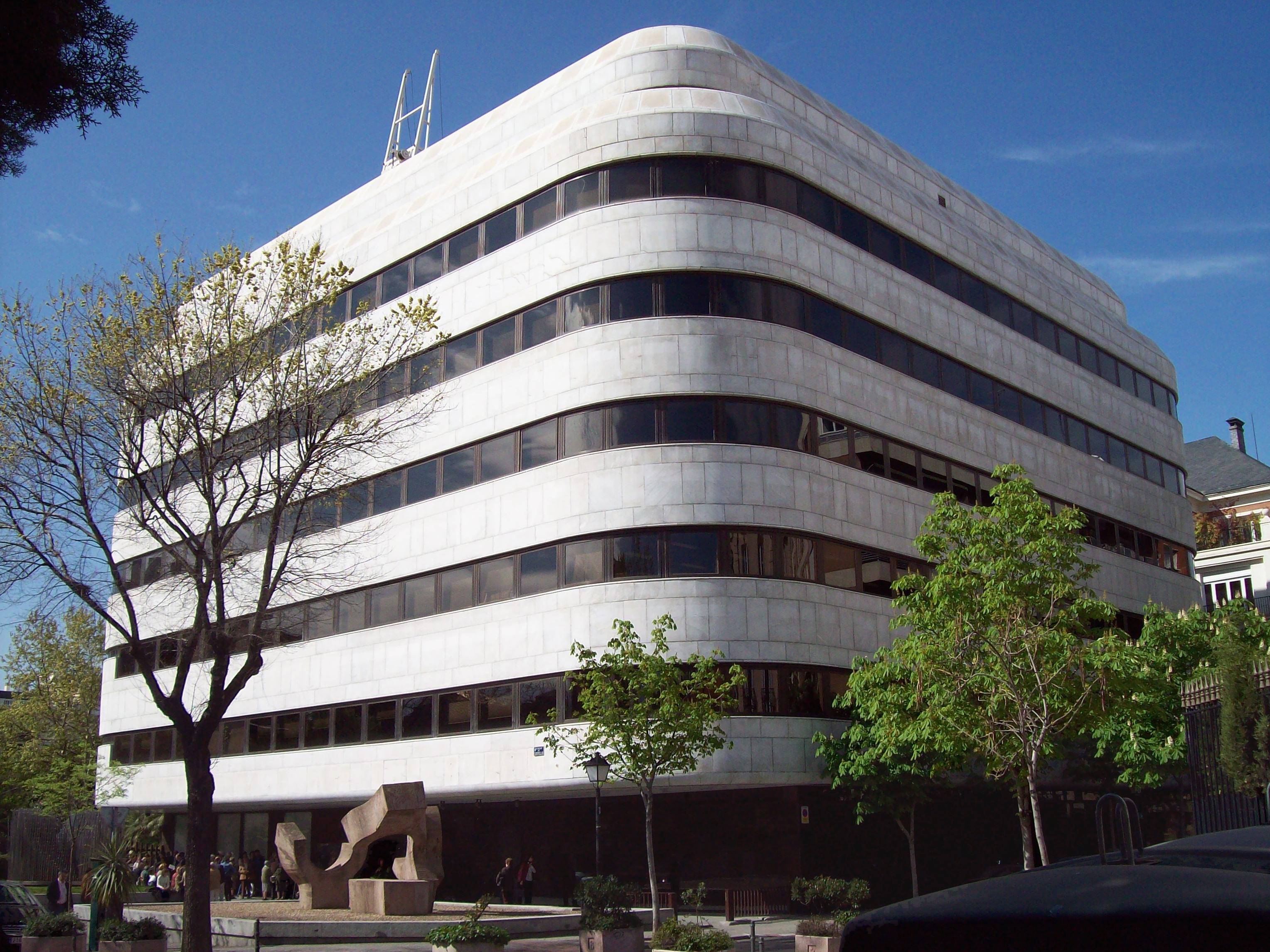
Sede de la Fundación Juan March (1972-75)

Aunque su obra está íntimamente asociada a la arquitectura histórica e historicista, la sede de la Fundación Juan March en Madrid, resultado de un concurso por invitación, certifica su capacidad de producir arquitectura contemporánea de máximo nivel. Por otra parte, el uso del mármol blanco en fachada, así como muchos de los detalles y texturas interiores como pasamanos de latón o paramentos entelados, continúan remitiéndonos a una arquitectura de lo táctil y artesanal, dentro de las formas de actualidad en los años 70.

### Otras obras
La historicista Escuela de Arte Ecuestre de Jerez, trabajos de renovación como el Palacio de Gamazo o la adecuación de una sala para acomodar la llegada de El Guernica de Picasso al Museo del Prado, así como trabajos de vivienda colectiva y unifamiliar (p.ej. en la Urbanización Parque del Conde de Orgaz) completan una carrera larga e intensa.